# Wietnam na Mistrzostwach Świata w Lekkoatletyce 2022
Wietnam na Mistrzostwach Świata w Lekkoatletyce 2022 – reprezentacja Wietnamu podczas mistrzostw świata w Eugene liczyła jedną zawodniczkę.

## Skład reprezentacji

### Kobiety
| Zawodniczka   | Konkurencja                | Eliminacje | Eliminacje | Półfinał | Półfinał | Finał | Finał   | Źródło |
| Zawodniczka   | Konkurencja                | Wynik      | Pozycja    | Wynik    | Pozycja  | Wynik | Pozycja | Źródło |
| ------------- | -------------------------- | ---------- | ---------- | -------- | -------- | ----- | ------- | ------ |
| Quách Thị Lan | bieg na 400 m przez płotki | 58.84      | 35.        | NQ       | NQ       | NQ    | NQ      | [ 1 ]  |